# Hyphilaria parthenis
Hyphilaria parthenis är en fjärilsart som beskrevs av John Obadiah Westwood 1851. Hyphilaria parthenis ingår i släktet Hyphilaria och familjen Riodinidae. Inga underarter finns listade i Catalogue of Life.

## Bildgalleri

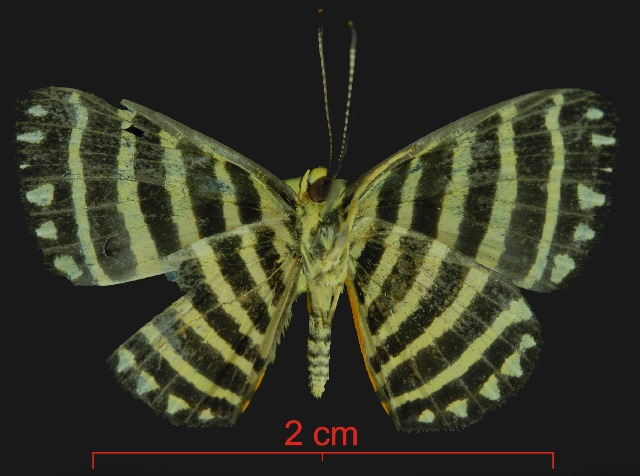
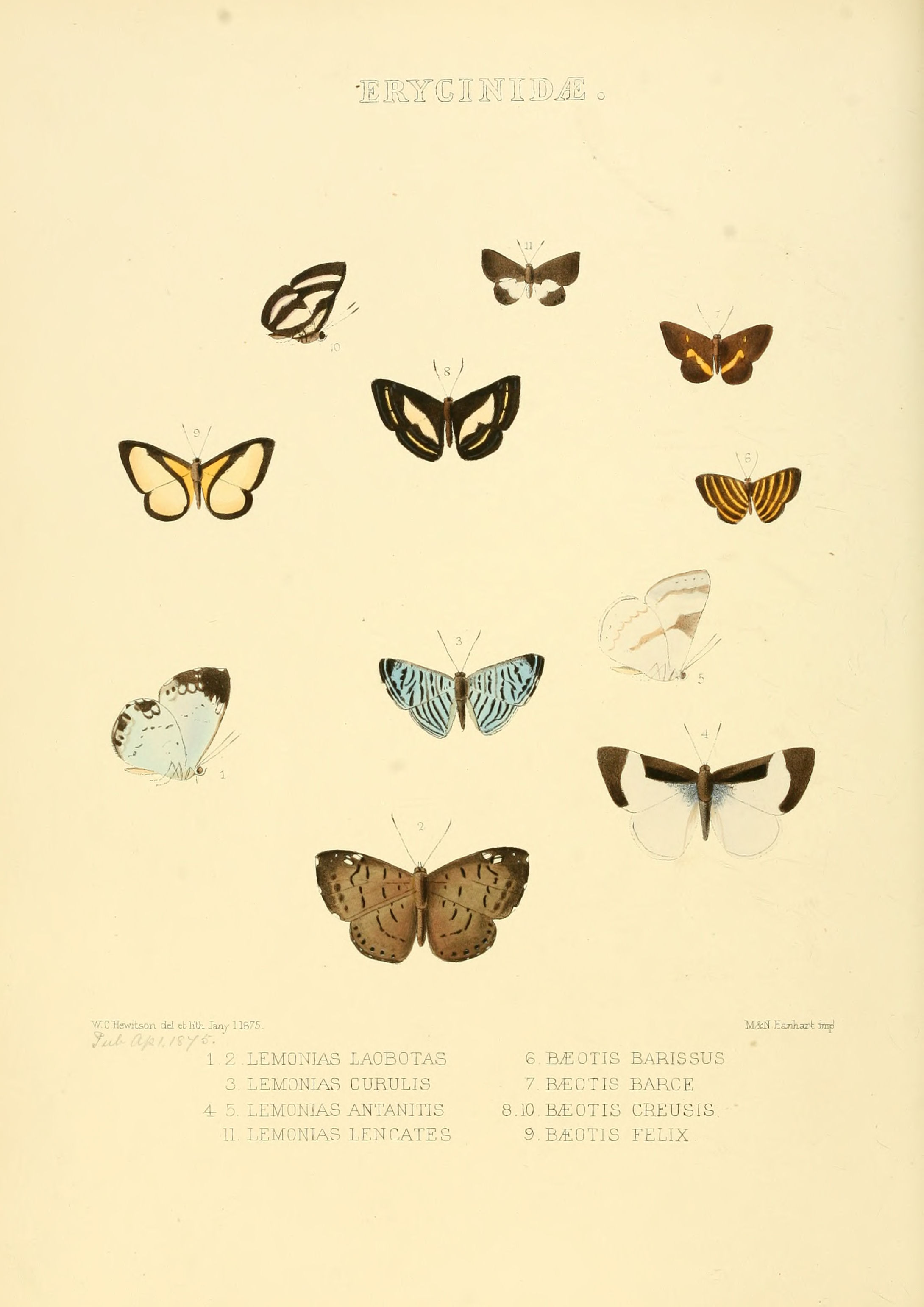